# Московское подворье Валаамского монастыря
Моско́вское подво́рье Спа́со-Преображе́нского Валаа́мского ставропигиа́льного мужско́го монастыря́ — столичное подворье, расположенное на 2-й Тверской-Ямской улице. Основано в 1900 году, включает в себя два храма: первый назван в честь преподобных Сергия и Германа Валаамских чудотворцев, а второй — имени князя Александра Невского.

## История
Решение о строительстве подворья Валаамского монастыря Финляндской епархии в Москве на 2-й Тверской-Ямской улице приняли в 1900 году. В течение года по проекту архитектора Александра Роопа возвели трёхэтажное здание в русско-византийском стиле. При отделке первого этажа использовали византийские гранит и мрамор, а монахи с острова помогали изготовить золочённый иконостас, иконы которого написал Василий Гурьянов. Роспись стен храма выполнили Виктор Васнецов и ученики его школы. Комплекс включает в себя часовню и храм во имя преподобных Сергия и Германа Валаамских чудотворцев. В октябре 1901 года митрополит Московский и Коломенский Владимир (Богоявленский) освятил здания. В то время братия монахов доходила до 100 человек, а вместимость церкви составила 1000 мест.

В 1900 г. дивным Промыслом Божием и усердием рясофорного монаха о. Иоанна, через привлечение усердных жертвователей, была совершена закладка Валаамского Подворья, которое в сей же год и было окончено.
— Из архивов Валаамского монастыря
После революции 1917 года новые власти приказали снять с купола подворья крест и звонницу, сам купол закрыли брёвнами. Вход в часовню и окна также заложили. Подворье являлось представительством Финляндии, но советская власть не признала иностранный статус подворья. В 1922-м для голодающих Поволжья из храма вывезли более 90 кг серебряной утвари, а верхний этаж отвели для жилья женщинам с низкой социальной ответственностью. Братия продолжала богослужения до 1924 года, но полиция насильно вывезла вещи монахов, вынуждая их покинуть подворье. Часть послушников уехала в Финляндию, некоторые остались в Москве, остальные спустя время вернулись в храм. Окончательно подворье закрыли в 1926 году, насельники вынуждены были уйти, многих арестовали. В 1930-х на подворье разместили поликлинику. Помещения разделили перегородками, росписи закрасили, в часовне устроили регистратуру. Во время Великой Отечественной войны комплекс переоборудовали в госпиталь, в котором несколько сложных хирургических операций провёл доктор медицинских наук Валентин Войно-Ясенецкий — будущий архиепископ Лука.
К началу 1990-х годов подворье пришло в аварийное состояние и решался вопрос о его сносе, но в 1993-м Валаамский Спасо-Преображенский монастырь добился возвращения зданий Русской православной церкви, начались восстановительные работы. Из бывшей часовни сделали храм, который именовали нижним. В нём обустроили временный иконостас и в этом же году провели первую литургию. Здание основного храма реконструировали к 1994 году, в нём устроили новый иконостас, а в 1997-м с помощью меценатов восстановили купол и звонницу. Через год нижний храм освятили в честь Александра Невского.
В 2018 году на подворье был открыт музей его истории, экспонаты которого относятся к 1980-м.
С самого основания подворья жизнь монахов была подчинена строгому уставу, который разработал игумен Гавриил: «В часовне в 8 часов утра в учебные дни совершался краткий молебен для детей учащихся, которые в это время во множестве приходят помолиться пред учением». В настоящее время при подворье действуют воскресная школа, образовательные программы для взрослых, богословский лекторий и открытый кинотеатр. По расписанию священники проводят просветительские беседы с прихожанами.
Самый важный аспект деятельности воскресных школ — приобщение людей ко Христу, укрепление их в вере и богоугодной жизни, наставление в законе Господнем. Приходские школы, не должны превращаться лишь в места проведения досуга, необходимо всегда помнить, что их основная задача — привести человека к Богу, способствовать его духовному возрастанию.Патриарх Кирилл

## Современное духовенство
- Игумен Петр (Романов), начальник подворья с 2021 года
- Иеромонах Иосиф (Нугаев)
- Протоиерей Александр Пахомов
- Протоиерей Игорь Белов
- Иеромонах Герман (Мохов)
- Иеромонах Макарий (Старчиков)
- Иеромонах Агафангел (Суслов)
- Иеромонах Арсений (Хомич)
- Иерей Александр Коблов
- Диакон Андрей Ильинский[10]

## В культуре
- Московское подворье Валаамского монастыря упоминается в книге Нины Яковлевой «Вольный сын эфира»[11].
- В 2017 году игумен Иосиф выпустил книгу об истории подворья[12].